# 沖繩海岸國定公園
沖繩海岸國定公園為日本沖繩縣沖繩本島的國定公園，全境位於沖繩縣內，範圍包括沖繩本島中部讀谷村的殘波岬至北部國頭村的西海岸一帶和本部半島的部份區域。
總面積36,459公頃，包括陸地區域10,286公頃和海上區域26,173公頃。於1972年5月15日成為日本國定公園。2014年3月，1978年追加指定的慶良間諸島周邊從公園區域削除，新指定為慶良間諸島國立公園。

## 歷史
- 1965年10月1日：琉球政府將沖繩本島西海岸一帶規劃為「沖繩海岸政府立公園」。
- 1972年5月15日：沖繩返還日本，改制為「沖繩海岸國定公園」。
- 1978年12月9日：將慶良間群島納入公園範圍。
- 2006年3月28日：將本部半島的部份區域納入公園範圍。
- 2014年3月5日：慶良間諸島及其周邊海域指定為「慶良間諸島國立公園」，由公園區域和公園計畫削除。
- 2016年9月15日 - 沖繩本島北部（山原）之一部編入同日新規指定的山原國立公園。

## 主要景點
- 部瀨名岬（名護市）
- 名護岳（名護市）
- 萬座毛（國頭郡恩納村）
- 沖繩海岸海域公園（名護市和國頭郡恩納村）
- 本部半島喀斯特地形（國頭郡本部町和今歸仁村）

## 所屬市町村
- 沖繩縣
  - 名護市
  - 國頭郡
    - 國頭村
    - 大宜味村
    - 今歸仁村
    - 本部町
    - 恩納村
    - 國頭村

  - 中頭郡
    - 讀谷村

## 關連項目
- 國定公園

## 外部連結
- （日語）沖繩海岸國定公園